# Lambert Simnel
Succession
 Prétendant yorkiste au trône d'Angleterre
janvier 1487 – 16 juin 1487
Lambert Simnel, né vers 1477 et mort vers 1525, est un jeune Anglais d'origine modeste que, sous le règne d'Henri VII, premier roi de la dynastie des Tudor, un groupe de conspirateurs partisans de la maison d'York, conduits par John de la Pole, fait passer pour le prince Édouard Plantagenêt, alors en prison, et fait couronner roi le 24 mai 1487 à Dublin sous le nom d'« Édouard VI ».
Ce coup d'État est rapidement mis en échec, l'armée des rebelles étant vaincue par l'armée royale à Stoke, dans le Nottinghamshire (16 juin 1487). La plupart des conspirateurs meurent sur le champ de bataille ; Henri VII gracie Lambert Simnel, vu son jeune âge.
On peut considérer que c'est une ultime séquelle de la guerre des Deux-Roses (1455-1485).
Lambert Simnel est un des deux imposteurs du règne d'Henri VII (1485-1509), avec Perkin Warbeck.

## Origines de Lambert Simnel
Sa date de naissance exacte n'est pas connue. On ne connaît pas non plus son vrai prénom : des documents contemporains le nomme « John » et non « Lambert », et même son nom de famille n'est pas certain.
Quant à ses parents, les sources lui donnent des parents différents ; son père est tantôt un boulanger, tantôt un commerçant, tantôt un facteur d'orgues.
Quoi qu'il en soit, il est origine modeste.

## La conspiration

### Substitution de Lambert Simnel au prince Édouard par le prêtre Roger Simon
À dix ans environ, il est remarqué par un prêtre nommé Roger Simon ou Richard Symonds, ancien étudiant de l'université d'Oxford, adversaire du nouveau roi Henri VII. Simon a en effet constaté la très forte ressemblance frappante entre Lambert et les deux fils du roi Édouard IV, les « princes de la Tour », supposés assassinés à la tour de Londres. Édouard IV, a été le premier roi de la maison d'York, régnant de 1461 à 1470.
Envisageant de l'utiliser à des fins politiques, il prend son éducation en main et lui enseigne les bonnes manières (les contemporains le décrivent comme très distingué).
Au départ, il a l'intention de présenter Lambert Simnel comme le plus jeune des deux fils, Richard, duc d'York (1473-?1483).
Il changea d'avis quand il entend des rumeurs selon lesquelles le prince Édouard Plantagenêt (1475-1499), comte de Warwick, fils de George Plantagenêt et neveu d'Édouard IV, serait mort pendant son emprisonnement à la tour de Londres. Édouard était le premier prétendant au trône dans la maison d'York.
Simon fait alors courir une rumeur selon laquelle le comte de Warwick s'est évadé et se trouve sous sa protection.
Le 2 février 1487, Henri VII sort Édouard Plantagenêt de sa prison pour mettre fin à la rumeur de son évasion. Il proclame également une amnistie générale, y compris pour la trahison, pourvu que les contrevenants se soumettent. En vain.

### La rébellion politique et militaire des yorkistes (mars-mai 1487)
Simon prend contact avec des yorkistes, notamment John de la Pole, comte de Lincoln, que Richard III (1481-1485) avait désigné comme son successeur, bien que de moindre rang dans l'ordre d'accession au trône. Il s'est d'abord rallié à Henri VII après sa victoire en 1485.
En mars 1487, John de la Pole quitte la cour pour Malines (duché de Brabant, dans les Pays-Bas bourguignons), afin de chercher un soutien chez la duchesse douairière de Bourgogne, veuve de Charles le Téméraire, Marguerite d'York, sœur d'Édouard IV et de Richard III. Lincoln prétend qu'il a participé à la fuite du jeune Warwick. Marguerite rassemble 2 000 mercenaires sous le commandement de Martin Schwartz.
Le comte de Lincoln rencontre là Francis Lovell (vicomte Lovell), qui en 1486 a participé à une insurrection yorkiste manquée et qui se joint à la rébellion.
De son côté, Simon part en Irlande où se trouvent toujours des yorkistes. Il le présente à Gerald FitzGerald, comte de Kildare. Des soldats irlandais sont recrutés. Au début de mai 1487, le comte de Lincoln amène ses mercenaires qui s'ajoutent à 4 500 Irlandais, sous le commandement de Thomas Geraldine.
Le 24 mai 1487, Lambert Simnel est couronné dans la cathédrale de Dublin, en tant que « roi Édouard VI ».

### La guerre en Angleterre (4-16 juin 1487)
L'armée yorkiste, avec Lambert Simnel, partie de Dublin, débarque sur l'île de Piel dans la région de Furness (Lancashire) le 5 juin 1487 et est rejointe par des Anglais.
Pourtant, la majeure partie des nobles de l'endroit, à l'exception de Thomas Broughton, ne la suivit pas.[pas clair]
Après être allé dans le Yorkshire, où la ville d'York refuse de se joindre à la rébellion, l'armée yorkiste rencontre l'armée du roi le 16 juin à Stoke (près de l'actuel village d'East Stoke) et est vaincue en trois heures.
Gerald FitzGerald est capturé tandis que John de la Pole et Thomas Broughton sont tués. Lovell a disparu ; des rumeurs rapportent ensuite qu'il s'est enfui et caché pour échapper au châtiment.
Simon n'est pas exécuté en raison de son statut sacerdotal, mais est emprisonné à vie.

## Lambert Simnel après la défaite des yorkistes
Le roi Henri pardonne au jeune Simnel et lui donne un emploi dans les cuisines royales comme tourneur de broche[réf. nécessaire].
Plus âgé, il devient fauconnier et meurt vers 1525. Il semble qu'il se soit marié et qu'il soit probablement le père de Richard Simnel, chanoine du prieuré de Saint Osyth dans l'Essex sous le règne d'Henri VIII.
Une légende populaire lui attribue l'invention du simnel cake, sorte de gâteau aux fruits secs mangé à la fête de Pâques.